# Grisignano di Zocco
Grisignano di Zocco est une commune italienne de la province de Vicence, dans la région Vénétie.

## Administration
| Période                                  | Période | Identité | Étiquette | Qualité |
| ---------------------------------------- | ------- | -------- | --------- | ------- |
|                                          |         |          |           |         |
| Les données manquantes sont à compléter. |         |          |           |         |

### Hameaux
Barbano, Poiana di Granfion.

### Communes limitrophes
Camisano Vicentino, Campodoro, Grumolo delle Abbadesse, Mestrino, Montegalda, Veggiano.